# Episodi di Le regole del delitto perfetto (quarta stagione)
La quarta stagione della serie televisiva Le regole del delitto perfetto, composta da 15 episodi, è stata trasmessa in prima visione negli Stati Uniti sul canale ABC dal 28 settembre 2017 al 15 marzo 2018.
In Italia, la stagione è andata in onda in prima visione satellitare su Fox, canale a pagamento della piattaforma Sky, dal 5 dicembre 2017 al 24 aprile 2018. In chiaro, la stagione è stata trasmessa nella Svizzera italiana su RSI LA1 dal 15 maggio al 21 agosto 2018 e in Italia su Rai 4 dal 6 agosto 2019 al 3 settembre 2019.
Il tredicesimo episodio di questa stagione, Lahey contro lo Stato della Pennsylvania, rappresenta la seconda e ultima parte di un crossover con Scandal, iniziato con Lasciate che mi ripresenti.
Alfred Enoch ricompare come guest star.
| nº | Titolo originale                      | Titolo italiano                          | Prima TV USA      | Prima TV Italia  |
| -- | ------------------------------------- | ---------------------------------------- | ----------------- | ---------------- |
| 1  | I'm Going Away                        | Io me ne sto andando                     | 28 settembre 2017 | 5 dicembre 2017  |
| 2  | I'm Not Her                           | Io non sono lei                          | 5 ottobre 2017    | 12 dicembre 2017 |
| 3  | It's for the Greater Good             | Per il bene più grande                   | 12 ottobre 2017   | 19 dicembre 2017 |
| 4  | Was She Ever Good at Her Job?         | È mai stata brava nel suo lavoro?        | 19 ottobre 2017   | 26 dicembre 2017 |
| 5  | I Love Her                            | Io la amo                                | 26 ottobre 2017   | 2 gennaio 2018   |
| 6  | Stay Strong, Mama                     | Tieni duro, mamma                        | 2 novembre 2017   | 9 gennaio 2018   |
| 7  | Nobody Roots for Goliath              | Nessuno tifa per Golia                   | 9 novembre 2017   | 16 gennaio 2018  |
| 8  | Live. Live. Live.                     | Vivi. Vivi. Vivi.                        | 16 novembre 2017  | 23 gennaio 2018  |
| 9  | He's Dead                             | È morto                                  | 18 gennaio 2018   | 13 marzo 2018    |
| 10 | Everything We Did Was for Nothing     | Quello che abbiamo fatto è stato inutile | 25 gennaio 2018   | 20 marzo 2018    |
| 11 | He's a Bad Father                     | Lui è un pessimo padre                   | 1º febbraio 2018  | 27 marzo 2018    |
| 12 | Ask Him About Stella                  | Gli chieda di Stella                     | 8 febbraio 2018   | 3 aprile 2018    |
| 13 | Lahey v. Commonwealth of Pennsylvania | Lahey contro lo Stato della Pennsylvania | 1º marzo 2018     | 10 aprile 2018   |
| 14 | The Day Before He Died                | Il giorno prima che morì                 | 8 marzo 2018      | 17 aprile 2018   |
| 15 | Nobody Else Is Dying                  | Nessun altro morirà!                     | 15 marzo 2018     | 24 aprile 2018   |

## Io me ne sto andando
- Titolo originale: I'm Going Away
- Diretto da: Jet Wilkinson
- Scritto da: Peter Nowalk

### Trama
Annalise, vista la precaria condizione di salute della madre Ophelia affetta da demenza senile, si reca a Memphis. Dopo essersi ripetutamente scontrata con il padre, riesce a convincere la madre a prendere in considerazione il trasferimento di questa in un centro di cura per il recupero della memoria. Infine Annalise si confronta con la madre che le fa notare che è arrivato il momento per le due di dividersi definitivamente in quanto lei sta per morire. Tornata a Filadelfia, Annalise si stabilisce in una modesta stanza d'albergo e riesce a evitare la radiazione dall'albo degli avvocati. Successivamente organizza una cena a cui partecipano Bonnie e i Keating 4. A tutti Annalise dispensa delle lettere di raccomandazione congedandoli e spingendoli ad andare avanti con le proprie vite. Connor rifiuta per l'ennesima volta la proposta di matrimonio di Oliver spiegando di voler aspettare un momento migliore; Michaela e Asher approfondiscono la loro relazione incoraggiandosi a vicenda a sfruttare le lettere di raccomandazioni per trovare nuovi impieghi lavorativi; Laurel decide di portare avanti la gravidanza, tenendo però all'oscuro il padre Jorge che ritiene, per qualche motivo, responsabile della morte di Wes; Bonnie accetta un lavoro come assistente del procuratore Denver. Infine Annalise inizia a frequentare il terapista Isaac Roa per superare la propria dipendenza da alcol. 
Flash-forward: tre mesi dopo il dottor Roa giunge presso una stanza d'ospedale in cui è ricoverata Laurel priva di conoscenze. Svegliata da Frank, la donna scopre di aver perso il suo bambino.
- Guest star: Cicely Tyson (Ophelia Harkness), Esai Morales (Jorge Castillo), Benito Martinez (Todd Denver), Roger Robinson (Mac Harkness), Gwendolyne Malumba (Celestine Harkness), Julius Tennon (Desmond), Stephanie Faracy (Ellen Freeman), Marco Rodríguez, Lenora May (Irene), Jimmy Smits (Isaac Roa).
- Ascolti USA: telespettatori 3 960 000 – share 18-49 anni 4%[3]

## Io non sono lei
- Titolo originale: I'm Not Her
- Diretto da: Paris Barclay
- Scritto da: Maya Goldsmith

### Trama
Durante la seconda seduta con il dottor Roa, Annalise presenta un resoconto della settimana appena trascorsa. Quindi racconta del primo caso ottenuto dopo il rientro: quello di Jasmine Bromelle, sua ex compagna di cella. Durante il dialogo, nel momento in cui Roa rivela il suo passato da eroinomane per incoraggiare una conversazione più confidenziale, Annalise ammette di aver già sperimentato sedute in cui il suo analista era finito a parlare di sé più di quanto non gli fosse concesso, riferendosi evidentemente al defunto marito Sam. I Keating 4 prendono parte a un'intervista di presentazione tenutasi presso la Middleton University al fine di trovare impiego negli studi di avvocatura della città. A seguito del colloquio Michaela è l'unica ad aver ottenuto un lavoro come tirocinante presso Caplan & Gold, uno degli studi legali più prestigiosi di Filadelfia, di cui è cliente anche Jorge, il padre di Laurel; Laurel, che nel frattempo ha anche un confronto con Connor riguardo alla morte di Wes, decide di sfruttare questa situazione per trovare prove che incastrino suo padre come mandante dell'assassinio di Wes. Bonnie, alle prese con il nuovo lavoro di assistente del procuratore distrettuale Denver, è determinata a convincere sé stessa e Nate di aver abbandonato definitivamente il suo passato lavorativo insieme ad Annalise.
Flash-forward: due mesi e mezzo dopo il dottor Roa lascia un messaggio preoccupato ad Annalise avvisandola del risveglio di Laurel. Al contempo Bonnie raggiunge una scena del crimine presso la stanza di albergo di Annalise che, a detta della polizia, risulta essere irreperibile. La stessa Bonnie scorge nell'ascensore dell'albergo macchie di sangue umano.
- Guest star: L. Scott Caldwell (Jasmine Bromelle), John Hensley (Ronald Miller), Michael Bofshever (giudice Sabarski), Behzad Dabu (Simon Drake), Charles Carroll (Timothy O'Neill), Jimmy Smits (Isaac Roa).
- Ascolti USA: telespettatori 3 880 000 – share 18-49 anni 3%[4]

## Per il bene più grande
- Titolo originale: It's for the Greater Good
- Diretto da: Nicole Rubio
- Scritto da: Erika Harrison

### Trama
Dopo essersi offerta come volontaria per l'ufficio del patrocinio gratuito Annalise ottiene il caso di Ben Carter, giovane accusato dodici anni prima di omicidio nei confronti della fidanzata Kim. Nel frattempo Annalise viene convocata dall'obitorio della Contea per l'identificazione del cadavere di Jasmine Bromelle, morta per overdose. Annalise riesce a far assolvere Ben nel momento in cui le viene consegnato un video di sorveglianza ripreso da un distributore di banconote posto di fronte al palazzo di Kim che mostra la donna compiere un atto di suicidio. Subito dopo, durante la consueta seduta con il dottor Roa, spinta dal desiderio di redenzione la Keating rivela di voler intentare un'azione collettiva nei confronti del sistema giudiziario talvolta malfunzionante per poi rendersi conto di dover aiutare prima se stessa che gli altri. Intanto Connor prende la decisione di abbandonare la facoltà di legge, mossa che spinge i suoi amici prima e i genitori poi a riportarlo sulla retta via. Michaela invece cede alle pressioni di Laurel e ottiene, a seguito di una sfida con gli altri tirocinanti della Caplan & Gold, la possibilità di accedere alla documentazione relativa all'Antares Technologies, azienda di cui Jorge Castillo è amministratore delegato.
Flash-forward: due mesi dopo il dottor Roa riconosce in ospedale Michaela, emotivamente provata e sporca di sangue, che afferma che le persone attorno a loro muoiono sempre. 
- Guest star: Marianne Jean-Baptiste (Virginia Cross), D.W. Moffett (Jeff Walsh), Amirah Vann (Tegan Price), Cristine Rose (Wenona Sansbury), Behzad Dabu (Simon Drake), Rene Moran (Ben Carter), L. Scott Caldwell (Jasmine Bromelle), Anthony Azizi, Jim Abele (Ted Walsh), Joel Steingold (Blake Mathis), Jimmy Smits (Isaac Roa).
- Ascolti USA: telespettatori 3 880 000 – share 18-49 anni 4%[5]

## È mai stata brava nel suo lavoro?
- Titolo originale: Was She Ever Good at Her Job?
- Diretto da: Michael Smith
- Scritto da: Michael Russo

### Trama
Annalise ha bisogno di soldi per intentare l'azione collettiva e per questo chiede e ottiene il lavoro di consulente nella causa per l'affidamento dei figli di Soraya Hargrove, rettore della Middleton University. Poiché l'avvocato di quest'ultima è Tegan Price, Michaela si ritrova a lavorare nuovamente con Annalise. Alla fine Annalise riesce a negoziare i termini del divorzio dopo aver avuto l'idea di consultare gli appunti dell'analista del marito di Soraya. Con la parcella ottenuta può acquistare le trascrizioni dei processi trattati dal patrocinio gratuito e risalire così a possibili querelanti da utilizzare nell'azione collettiva. Nate viene a sapere dei progetti di Annalise, ma decide di non ostacolarla e consiglia Bonnie di fare lo stesso per evitare di nuovo un coinvolgimento con la donna. Bonnie decide allora di andare in terapia dallo stesso analista di Annalise sotto il falso nome di Julie. Laurel scopre che il padre sta finanziando la campagna a procuratore capo di Denver che ha insabbiato l'omicidio di Wes: chiede allora a Michaela di entrare nell'account di Tegan e quest'ultima chiama Oliver. Connor incontra suo padre e il suo compagno e si fa turbare dalle sue parole sulla storia che intrattiene con Oliver.
Flash-forward: un mese e mezzo dopo il dottor Roa riceve una chiamata da Bonnie, ancora sotto il falso nome di Julie, e la rifiuta. Intanto la stessa Bonnie giunge presso la sede di Caplan & Gold al cui interno c'è un'altra scena del crimine. Oliver viene indicato come testimone oculare dell'accaduto.
- Guest star: Lauren Vélez (Soraya Hargrove), Benito Martinez (Todd Denver), D.W. Moffett (Jeff Walsh), Amirah Vann (Tegan Price), Jim Abele (Ted Walsh), Matt Corboy (Barry Thompson), Hector Hugo (Raul Hargrove), Jimmy Smits (Isaac Roa).
- Ascolti USA: telespettatori 3 560 000 – share 18-49 anni 4%[6]

## Io la amo
- Titolo originale: I Love Her
- Diretto da: Lexi Alexander
- Scritto da: Sarah L. Thompson

### Trama
Alcuni flashback spiegano l'origine del rapporto tra Annalise e Bonnie, iniziato nel 2002, quando una giovane Annalise si trovava a difendere un uomo accusato di molestie sessuali dalla stessa Bonnie. Dopo aver vinto la causa, logorata dai sensi di colpa, Annalise offre a Bonnie, all'epoca cameriera, la possibilità di studiare legge presso l'università in cui aveva ottenuto impiego e le concede di frequentare la propria abitazione. 
Nel presente, bisognosa di quaranta querelanti per intraprendere l'azione collettiva, Annalise visita e convince alcuni ex clienti di Virginia Cross. Bonnie, venuta a sapere dei progetti della Keating, offre ai potenziali querelanti un patteggiamento più vantaggioso, portandoli dunque a ritirarsi dal progetto. Nel frattempo Connor, giunto presso la stanza di albergo di Annalise, viene spinto dalla donna a proseguire insieme a lei il progetto per aiutarlo a ritrovare delle motivazioni. Michaela e Oliver frugano tra i file di Antares contenuti nel computer di Tegan al fine di aiutare Laurel a smascherare il padre. Frank domanda a Laurel se c'è la possibilità che il bambino sia suo, riportandole alla mente il tradimento compiuto nei confronti di Wes tempo prima. Durante una seduta d'emergenza con il dottor Roa Bonnie confessa il reale motivo per cui ha iniziato la terapia, cioè ferire Mae, pseudonimo da lei utilizzato per indicare Annalise, e grazie al terapista la donna riesce finalmente a capire che prova amore per Annalise. Sebbene Bonnie abbia celato sotto falso nome sé stessa e Annalise per tutto il tempo, Isaac scopre la reale identità della sua nuova cliente. 
Flash-forward: due settimane dopo, sempre presso la sede di Caplan & Gold, Bonnie scopre che Asher è sospettato di omicidio ed è stato già trasferito in prigione.
- Guest star: Tom Verica (Sam Keating), Amirah Vann (Tegan Price), David Andrews (Hugh Murphy), Yolonda Ross (Claudia Gelvin), Judith Scott (avvocato Barham), Behzad Dabu (Simon Drake), Michael Reilly Burke (Louis Lindgren), Jimmy Smits (Isaac Roa).
- Ascolti USA: telespettatori 3 560 000 – share 18-49 anni 3%[7]

## Tieni duro, mamma
- Titolo originale: Stay Strong, Mama
- Diretto da: Cherie Nowlan
- Scritto da: Morenike Balogun

### Trama
Nel tentativo di far annullare l'azione collettiva indetta da Annalise, Denver minaccia di impossessarsi della casa della famiglia di Claudia se questa non si ritira dal progetto. Annalise, con l'aiuto di Connor, decide di far leggere pubblicamente a Tyrone, il figlio di Claudia, una dichiarazione al governatore sulle minacce subite durante una conferenza stampa. Jorge, il padre di Laurel, si presenta inaspettatamente da Caplan & Gold per una riunione di emergenza con l'obiettivo di far quotare in borsa la sua società Antares. Laurel a questo punto comprende il motivo per cui il padre ha ucciso Wes: Denver possedeva documenti capaci di incriminare tutti i ragazzi e coinvolgerli negli omicidi di Sam e Rebecca; quando Wes era sul punto di tradire Annalise il procuratore avvisò il padre di Laurel che, per evitare una ripercussione negativa sul suo progetto, ordinò a Dominic di uccidere il ragazzo. Asher scopre il segreto nascosto da Oliver, Laurel e Michaela e si separa da quest'ultima. Jacqueline, l'ex-moglie del terapista di Annalise, gli suggerisce di abbandonare Annalise preoccupata che possa gravare sulla salute di Isaac dato che anche la coppia perse la figlia. Frank ha superato il test di ammissione a giurisprudenza e si reca da Laurel confessandole quanto la ami e di poter essere un buon padre per il suo bambino.
Flash-forward: una settimana dopo il dottor Roa prova a contattare Annalise che nel frattempo sta ripulendo, sconvolta, il suo corpo sporco di sangue in una doccia.
- Guest star: Esai Morales (Jorge Castillo), Benito Martinez (Todd Denver), Kathryn Erbe (Jacqueline Roa), Amirah Vann (Tegan Price), Yolonda Ross (Claudia Gelvin), Michael Bofshever (Mitchell Sabarski), Joel Steingold (Blake Mathis), Jimmy Smits (Isaac Roa).
- Ascolti USA: telespettatori 3 560 000 – share 18-49 anni 3%[8]

## Nessuno tifa per Golia
- Titolo originale: Nobody Roots for Goliath
- Diretto da: Nzingha Stewart
- Scritto da: Daniel Robinson

### Trama
Jacqueline convince Annalise ad abbandonare la terapia con Isaac; sebbene la donna sia inizialmente riluttante nell'informare Isaac della motivazione riguardo a questa scelta, alla fine gli rivela tutta la verità. Poi Annalise affronta un'udienza preliminare contro l'ufficio del governatore generale volta a stabilire la validità dell'azione collettiva. Tramite l'aiuto del procuratore Denver e, in seguito anche di Isaac, Annalise ottiene il permesso da parte del giudice di perseguire legalmente il progetto. Asher è furioso con Michaela per tutte le bugie che lei gli ha sempre detto ed è seriamente preoccupato dalle ripercussioni negative che il piano dei suoi amici potrebbe presentare. Asher costringe Laurel a confessare tutto a Frank che, esitante, accetta alla fine come lo stesso Asher di dare sostegno all'amata. Il gruppo decide dunque di sfruttare il party indetto da Tegan insieme a tutti i membri di Caplan & Gold per usare il badge di Tegan, entrare nella stanza dei server, rubare i file incriminanti e poi incolpare di ciò Simon, avendo Oliver accesso ai dati del suo computer. Michaela si riappacifica con Asher nel momento in cui ricopre di salsa il vestito da sposa risalente al suo precedente fidanzamento e dimostrando così di amare davvero il ragazzo. Oliver rifiuta la proposta di matrimonio di Connor in quanto crede che sia opportuno prima metterlo al corrente di ciò che lui e i ragazzi hanno pianificato.
Flash-forward: quarantotto ore dopo, un'equipe di medici opera una persona evidentemente in gravi condizioni, il cui cuore smette infine di battere.
- Guest star: Benito Martinez (Todd Denver), Kathryn Erbe (Jacqueline Roa), Amirah Vann (Tegan Price), Oded Fehr (avvocato Chase), Nora Dunn (Lily Nanjani), Behzad Dabu (Simon Drake), Carmella Riley (Darlene Thornton), Jimmy Smits (Isaac Roa).
- Ascolti USA: telespettatori 3 710 000 – share 18-49 anni 3%[9]

## Vivi. Vivi. Vivi.
- Titolo originale: Live. Live. Live.
- Diretto da: Rob Hardy
- Scritto da: Joe Fazzio

### Trama
Bonnie visita Annalise e le confessa i suoi sentimenti, ma la Keating la scaccia frettolosamente. Nel cercare conforto presso Nate, Bonnie apprende che anche il detective non sembra aver dimenticato Annalise. Nel frattempo Connor, insieme a Oliver, si reca a casa di Laurel per ricevere delle spiegazioni dopo aver appreso il piano dal fidanzato; viene convinto a tenere la bocca chiusa a condizione di poter partecipare alla festa insieme agli altri e di chiamare Annalise nel caso in cui qualcosa vada storto. Michaela, Oliver, Asher e Laurel portano a compimento il piano riuscendo a copiare su un hard disk tutti i file di Antares contenuti nei server di Caplan & Gold e decidono di mettere il badge di Tegan nella tasca di Simon, su cui sarebbero dovute ricadere tutte le colpe. Però lo stesso Simon sta origliando la conversazione intrattenuta da Laurel, Michaela e Asher e interviene strappando dalle mani di Laurel la sua borsa e trovando all'interno una pistola; il ragazzo scivola e accidentalmente si spara alla testa. Michaela prende sotto controllo la situazione: manda Laurel a casa, ripulisce la pistola presa in mano da Asher e la ripone accanto alla testa di Simon, prima di infilare nella giacca di quest'ultimo il badge sottratto a Tegan. In seguito scende al piano di sotto e urla in preda al panico. La polizia giunge sul posto e Asher viene arrestato. Michaela esorta Connor ad andare da Laurel che a sua volta si è recata presso l'hotel dove alberga Annalise. Proprio mentre la ragazza si trova in ascensore, questo si blocca; Laurel inizia a perdere sangue e si ricorda il violento colpo ricevuto sulla pancia mentre cercava di separare Frank e Connor durante un litigio. Le richieste di aiuto della donna vengono udite dalla stessa Annalise che, con Laurel svenuta, prende in braccio il bambino prematuramente partorito e tenta di rianimarlo in attesa che arrivi l'ambulanza. Annalise tenta con tutte le sue forze di rianimare il bambino di Laurel con il massaggio cardiaco e proprio quando comincia a perdere le speranze il pianto del bambino rimbomba nel corridoio. In contemporanea Simon viene ricoverato d'urgenza in ospedale mentre Dominic, il sicario del padre di Laurel, sente una conversazione di Connor con Michaela in cui si parla anche del loro piano contro il padre di Laurel.
- Guest star: Kathryn Erbe (Jacqueline Roa), Amirah Vann (Tegan Price), Nicholas Gonzalez (Dominic), Behzad Dabu (Simon Drake), Jimmy Smits (Isaac Roa).
- Ascolti USA: telespettatori 3 720 000 – share 18-49 anni 3%[10]

## È morto
- Titolo originale: He's Dead
- Diretto da: Jet Wilkinson
- Scritto da: Abby Ajayi

### Trama
Annalise segue Laurel in ospedale senza sapere cosa sia accaduto al bambino e cercando qualcuno che possa darle delle informazioni sullo stato della giovane ragazza. Nel frattempo giunge anche Frank che, spacciandosi per il padre del neonato, ottiene il permesso di vederlo e scopre che è vivo. Anche il padre di Laurel accorre in ospedale: l'uomo ha recentemente ottenuto la custodia del figlio da parte del tribunale avendo fatto falsificare una perizia psichiatrica in cui Laurel viene descritta come una tossicodipendente affetta da disturbo bipolare. Inoltre Jorge ha ordinato il trasferimento del bambino in un'altra struttura al fine di poter ricevere le cure necessarie per sopravvivere. Intanto Michaela e Oliver si accordano nel raccontare la stessa versione dei fatti alla polizia e, grazie all'aiuto di Bonnie e Nate, Asher viene momentaneamente rilasciato dalla prigione. La stessa Bonnie recupera la borsa di Laurel e scopre che l'hard disk contenente i dati ottenuti su Antares è stato sottratto. Dopo essersi riuniti in ospedale, Michaela, Oliver, Asher e Connor scoprono che Simon è vivo in stato di coma. Laurel nel frattempo si risveglia e viene messa al corrente di quanto accaduto; escogita come piano quello di parlare con Dominic, con cui in passato ha avuto una storia, e cercare di convincerlo ad aiutarla. Tuttavia Frank, poco prima, lo ha sequestrato e torturato per scoprire dove avesse nascosto l'hard disk e, preso da un impeto di rabbia, lo ha ucciso. Frank rinviene un messaggio vocale contenuto nel cellulare di Dominic, da parte di Wes, in cui quest'ultimo gli chiede disperatamente aiuto.
- Guest star: Esai Morales (Jorge Castillo), Nicholas Gonzalez (Dominic), Amirah Vann (Tegan Price), Romy Rosemont (Vera Dewitt), Behzad Dabu (Simon Drake), Kim Hawthorne (Detective Nicholls), Michael James Lazar (sig. Aboiye), Thomas Anthony Jones (dottor Clark), Stephen Oyoung (dottore), Jimmy Smits (Isaac Roa), Alfred Enoch (Wes Gibbins).
- Ascolti USA: telespettatori 3 800 000 – share 18-49 anni 4%[11]

## Quello che abbiamo fatto è stato inutile
- Titolo originale: Everything We Did Was for Nothing
- Diretto da: Jonathan Brown
- Scritto da: Matthew Cruz

### Trama
Laurel chiede ad Annalise aiuto affinché venga dimessa dall'ospedale, ma la donna è preoccupata per la sua condizione mentale. Laurel informa Michaela che la causa del suo parto prematuro è stato un colpo datole accidentalmente da Frank e la ragazza lo rivela a sua volta ad Annalise e Frank. Bonnie, dopo aver avuto un confronto con Annalise, cancella tutte le prove contro il procuratore Denver anche se quest'ultimo, non convinto del comportamento dell'assistente, riferisce la situazione a Jorge Castillo. Nate si reca da Asher per avvisarlo dell'accusa mossa nei suoi confronti da uno degli impiegati della Caplan & Gold in quanto qualcuno pare lo abbia visto aggredire Simon durante la festa. Oliver, non riuscendo a gestire il forte senso di colpa per quel che è accaduto a Simon, gli fa visita in ospedale e Asher, in un momento confidenziale, cerca di confortarlo rivelandogli il suo profondo timore e l'agonia provocata dal suo incerto futuro. Temendo che Laurel possa suicidarsi poiché incapace di lottare per ottenere la custodia di suo figlio, Annalise richiama Isaac per offrire un ultimo aiuto alla ragazza. Dopo un'accurata perizia psichiatrica Isaac ottiene il rilascio di Laurel. Non appena viene dimessa dall'ospedale torna finalmente a casa e dopo aver ascoltato il messaggio lasciato da Wes a Dominic risponde a una chiamata di sua madre effettuata sul cellulare dello stesso Dominic. 
- Guest star: Esai Morales (Jorge Castillo), Benito Martinez (Todd Denver), Amirah Vann (Tegan Price), Behzad Dabu (Simon Drake), Jimmy Smits (Isaac Roa).
- Ascolti USA: telespettatori 3 540 000 – share 18-49 anni 4%[12]

## Lui è un pessimo padre
- Titolo originale: He's a Bad Father
- Diretto da: Marta Cunningham
- Scritto da: Maya Goldsmith

### Trama
Laurel informa la madre Sandrine della morte di Dominic, ma mente dicendole che è stato suo padre Jorge a ucciderlo. Inoltre la ragazza richiede l'aiuto della madre per testimoniare a suo favore durante l'udienza per la custodia del figlio. Prima dell'inizio dell'udienza, Laurel si confronta con il padre che le ribadisce di non esser stato lui a uccidere Wes. La testimonianza di Sandrine risulta esser efficace in quanto è utile a indicare Laurel come una persona molto responsabile. Nonostante ciò, nel momento in cui Isaac viene chiamato a testimoniare per confermare lo stato di salute idoneo della ragazza, questi viene ritenuto testimone inattendibile perché, in seguito a nuove prove rinvenute, è accusato di omicidio nei confronti della figlia Stella il cui caso era stato precedentemente archiviato come suicidio. Laurel, a questo punto, perde la causa e Jorge può dunque continuare a mantenere l'affidamento del bambino. Intanto Asher, Connor e Oliver continuano a indagare su Nate Lahey Sr., il padre di Nate, un uomo piegato dal sistema che a causa di un'inadeguata assistenza legale è stato costretto all'isolamento. Annalise vuole fare dell'uomo il caso esemplare della sua azione collettiva e, grazie all'aiuto di Nate, ottiene il permesso affinché ciò avvenga. Bonnie, attraverso le immagini di sorveglianza, scopre che Wes ha incontrato Sandrine il giorno prima della sua morte.
- Guest star: Esai Morales (Jorge Castillo), Lolita Davidovich (Sandrine Castillo), Jack Coleman (avvocato Dean), Andrea Grano (Alice Williams), Glynn Turman (Nate Lahey Sr.), Jimmy Smits (Isaac Roa).
- Ascolti USA: telespettatori 3 680 000 – share 18-49 anni 4%[13]

## Gli chieda di Stella
- Titolo originale: Ask Him About Stella
- Diretto da: Stephen Cragg
- Scritto da: Tess Leibowitz

### Trama
Scosso e travolto dai sensi di colpa Isaac cade nuovamente nella tossicodipendenza: compra della droga e si lascia andare in un lungo e doloroso pianto. Annalise non demorde dopo le mancate risposte dello psicologo e si reca da lui venendo così a scoprire che si è drogato. Decisa ad aiutarlo viene a conoscenza di cos'è realmente accaduto a Stella: Isaac la trovò stesa nel bagno con in mano la droga di cui egli faceva regolarmente uso e che aveva nascosto in casa e, per non far ricadere la colpa verso di lui, gettò ogni prova e mandò un messaggio di addio a Jacqueline col telefono della figlia. Nonostante l'apparente guarigione, Annalise coglie nuovamente Isaac a drogarsi e capisce che l'uomo ha bisogno di un aiuto maggiore di quanto lei potrà mai dargli e quindi avvisa l’ex-moglie Jacqueline. Bonnie riesce a far archiviare definitivamente il caso di accusa contro Isaac minacciando il procuratore Denver di divulgare delle conversazioni capaci di mettere a rischio la sua carriera. Laurel ottiene il permesso di visitare il suo bambino ed è proprio in questa occasione che la ragazza decide di chiamare suo figlio Christopher, in ricordo del vero nome del padre Christophe Edmond. Frank è deciso ad accompagnarla durante questo momento così importante e, nel frattempo, cerca di captare qualche indizio sulla madre Sandrine verso cui nutre dei sospetti. Le ricerche si rivelano fallimentari e lo inducono a chiedere direttamente alla donna come sia possibile che lei abbia conosciuto Wes mostrandole la foto che prova il loro incontro. Nel frattempo il processo dell'azione collettiva viene interrotto a seguito della decisione della Corte Suprema della Pennsylvania di giudicare il caso personalmente. Annalise subisce una pesante sconfitta e, mentre Connor decide di riprendere gli studi di legge e chiede a Oliver di sposarlo, Michaela elabora l'idea di appellarsi alla Corte Suprema degli Stati Uniti e l'unico modo per far sì che questa accetti il caso di Annalise è quello di conoscere la persona giusta, ovvero Olivia Pope.
- Guest star: Benito Martinez (Todd Denver), Lolita Davidovich (Sandrine Castillo), John Hensley (Ronald Miller), Rochelle Greenwood (avvocato), Nate Bynum (Maxwell Salinas), Glynn Turman (Nate Lahey Sr.), Jimmy Smits (Isaac Roa).
- Ascolti USA: telespettatori 3 260 000 – share 18-49 anni 3%[14]

## Lahey contro lo Stato della Pennsylvania
- Titolo originale: Lahey v. Commonwealth of Pennsylvania
- Diretto da: Zetna Fuentes
- Scritto da: Morenike Balogun e Sarah L. Thompson

### Trama
Dopo aver accettato di collaborare con Annalise ed essere riuscita a convincere la Corte Suprema ad accettare di prender visione all'azione collettiva, Olivia Pope aiuta Annalise a prepararsi per la presentazione del caso. Pur cercando in ogni modo di trattenere il suo istinto, Michaela finisce per entrare in intimità con Marcus Walker, l'assistente di Olivia Pope, durante un appostamento per il caso. Asher, Connor e Laurel arrivano a Washington esattamente il giorno dopo per supportare la loro mentore. Nonostante gli amici capiscano subito cosa sia successo, Asher sembra assolutamente inconsapevole di essere stato appena tradito dalla donna. Poco prima che il processo abbia inizio, Jacqueline Roa contatta Annalise informandola dell'overdose di Isaac e accusandola di avergli rovinato la vita. A questo punto Annalise ha un attacco di panico, ma Olivia Pope convince la donna a ricomporsi e a entrare nell'aula della Corte Suprema. Quando il discorso di Annalise sembra vacillare a causa della netta opposizione del corrotto giudice Strickland, l'avvocatessa capisce di avere una sola possibilità di ripresa e manda immediatamente Michaela e Marcus alla ricerca di un documento. In esso sono contenute le parole che lo stesso giudice aveva pronunciato in un caso del 1985, parole che smentiscono immediatamente quanto detto da lui fino a quel momento: l'udienza preliminare si conclude positivamente per la Keating, anche se si è ancora in attesa del verdetto definitivo della Corte Suprema. Nel frattempo Frank ottiene l'aiuto di Bonnie per scoprire quale legame ci fosse tra Wes e Sandrine, la madre di Laurel. L'uomo trova una chiavetta nascosta nella casa di Wes contenente una registrazione di una chiamata avvenuta tra il ragazzo e Sandrine che lo convince a confessare tutto a Laurel. Poco dopo Bonnie chiama Annalise e le rivela che Simon si è appena svegliato dal coma.
- Special guest star: Kerry Washington (Olivia Pope).
- Guest star: Cornelius Smith Jr. (Marcus Walker), Tom Irwin (giudice Mark Spivey), Sharon Lawrence (Ingrid Egan), Denis Arndt (giudice Henry Strickland), Kathryn Erbe (Jacqueline Roa), Roger Robinson (Mac Harkness), Mackenzie Astin (Noah Baker), Behzad Dabu (Simon Drake), Glynn Turman (Nate Lahey Sr.), Cicely Tyson (Ophelia Harkness).
- Ascolti USA: telespettatori 4 140 000 – share 18-49 anni 5%[15]

## Il giorno prima che morì
- Titolo originale: The Day Before He Died
- Diretto da: Scott Printz
- Scritto da: Joe Fazzio

### Trama
Simon, nonostante riesca gradualmente a ricordare quanto è successo la sera in cui si è accidentalmente sparato, viene convinto da Oliver e Annalise a tacere la verità alla polizia e licenziare Tegan come suo avvocato davanti all'offerta di ottenere una green card in qualità di informatore. Nel frattempo Isaac comunica ad Annalise di voler troncare definitivamente il loro rapporto. Asher intuisce di esser stato tradito da Michaela con Marcus Walker durante la permanenza a Washington e per questo litiga aspramente con lei. Laurel offre a Denver il cellulare di Dominic in cambio dei tabulati telefonici da cui risulta la chiamata di Sandrine a Wes il giorno in cui è morto e ricostruisce i fatti: la madre ha dapprima cercato, anche se inutilmente, di allontanare Wes da Laurel proponendogli in cambio un assegno di 100.000 dollari; a distanza di poco tempo la stessa Sandrine, dopo aver ricevuto una chiamata da parte di Wes in cui questi le riferisce di volersi costituire minacciando di conseguenza di diffamare l'immagine della famiglia Castillo nel momento in cui la società Antares è in procinto di quotarsi in borsa, contatta Jorge chiedendogli di "occuparsi della faccenda". Parallelamente Bonnie scopre che l'hard disk contenente i file su Antares è sotto la custodia di Denver e riferisce prontamente la notizia ad Annalise e Frank. Sempre Annalise in seguito viene informata da Nate che si è verificato un grave incidente stradale durante il quale una persona è rimasta uccisa.
- Guest star: Alfred Enoch (Wes Gibbins), Benito Martinez (Todd Denver), Amirah Vann (Tegan Price), Lolita Davidovich (Sandrine Castillo), Behzad Dabu (Simon Drake), Kim Hawthorne (Detective Nicholls), Jarrod Crawford (Robin Sinnamby), Jimmy Smits (Isaac Roa).
- Ascolti USA: telespettatori 3 360 000 – share 18-49 anni 4%[16]

## Nessun altro morirà!
- Titolo originale:  Nobody Else Is Dying
- Diretto da: Jet Wilkinson
- Scritto da: Peter Nowalk

### Trama
La vittima dell'incidente è il procuratore Denver, morto per mano di Jorge; a questo punto Annalise e Nate decidono di collaborare per porre fine a questa guerra. Nel frattempo Jorge arriva a minacciare la sua stessa figlia di toglierle definitivamente il piccolo Christopher qualora non gli avesse rivelato la posizione della madre, ma Laurel afferma ripetutamente di non esserne a conoscenza. Nate riesce a recuperare l'hard disk contenente i file di Antares e non resta che decifrarli per trovare le prove necessarie a incastrare Jorge. Nonostante l’impegno di Oliver non è possibile decriptare i file nel poco tempo a loro disposizione e Annalise decide di chiedere aiuto a Tegan. Nella speranza di poterla convincere a incastrare Jorge le assicura totale immunità nel caso in cui avesse confessato tutto all'FBI, ma la donna non cede. Di fronte all'ennesimo rifiuto, Annalise si incontra con Jorge proponendogli uno scambio: la donna chiede in cambio dell'hard disk che Laurel ottenga la custodia esclusiva di suo figlio Christophe. Sempre Annalise, grazie alla complicità di Tegan, fornisce all'FBI le prove delle attività illecite compiute da Jorge provocandone l'arresto. Michaela, decisa a salvare i suoi amici e se stessa a qualsiasi prezzo, denuncia Simon all'ufficio immigrazione per possesso illegale di arma da fuoco, portandolo inevitabilmente a essere rimpatriato in Pakistan. Il notiziario annuncia che il caso presentato poco tempo prima da Annalise dinanzi alla Corte Suprema si è risolto in un'importante vittoria. Asher, dopo essersi definitivamente lasciato con Michaela, si trasferisce nell'ex appartamento di Wes e accetta di essere il testimone di nozze di Oliver. Infine, mentre Nate consultando i fascicoli di Denver scopre che il figlio di Bonnie potrebbe essere vivo, presso la Middleton University il giovane Gabriel Maddox cattura l'attenzione di Frank.
- Guest star: Esai Morales (Jorge Castillo), Benito Martinez (Todd Denver), Amirah Vann (Tegan Price), Melinda Page Hamilton (Detective Telesco), Behzad Dabu (Simon Drake), Rome Flynn (Gabriel Maddox), John Hensley (Ronald Miller), Monnae Michaell (medico), Galyn Görg (Riley).
- Ascolti USA: telespettatori 3 830 000 – share 18-49 anni 4%[17]